# Der Pfarrer von Wakefield

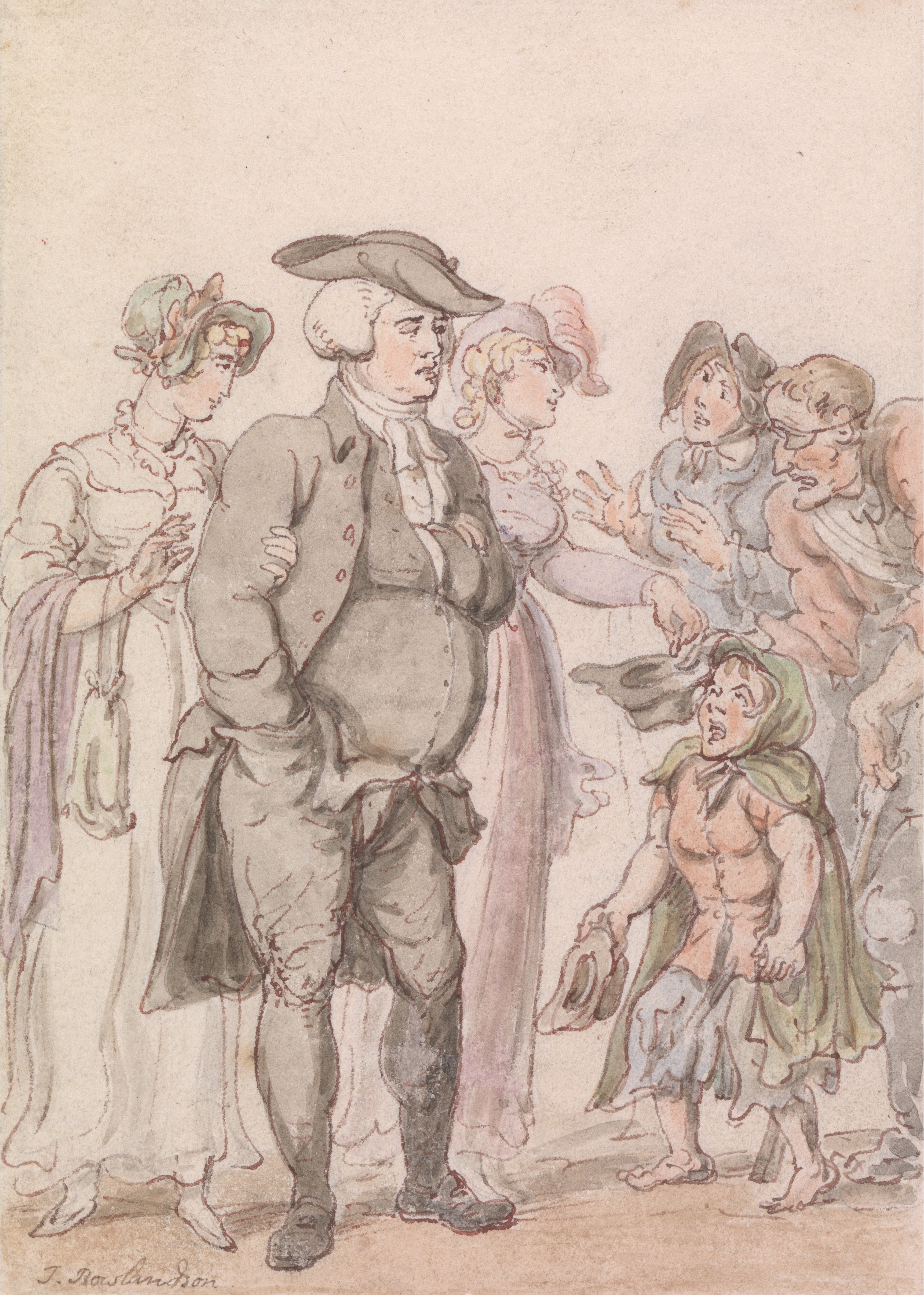
Thomas Rowlandson Dr. Primrose, Pfarrer von Wakefield

Der Pfarrer von Wakefield (englisch The Vicar of Wakefield. A Tale. Supposed to Be Written by Himself) ist der einzige Roman des irischen Autors Oliver Goldsmith, der 1766 erstmals veröffentlicht wurde. Der Roman beschreibt aus der Sicht der Titelfigur das Schicksal von Pfarrer Dr. Primrose und seiner Familie. Der Roman beginnt mit einem harmonischen Familienidyll einer finanziell abgesicherten Pfarrersfamilie auf dem Land. Es folgt eine Serie von Schicksalsschlägen, von Verlust des Vermögens, Krankheit und Verschwinden der beiden Töchter, bis sich die Probleme schließlich durch den Eingriff eines Freundes der Familie zum Guten wenden.
Während die literarische Kritik dem Roman zwiespältig gegenüberstand und andere Romane, etwa von Samuel Johnson, höher bewertet, war The Vicar of Wakefield von Anfang an ein Publikumserfolg. Der Roman war im 18. und 19. Jahrhundert überaus erfolgreich und diente als Vorbild für spätere Hausväterromane.

## Inhalt

### Handlung

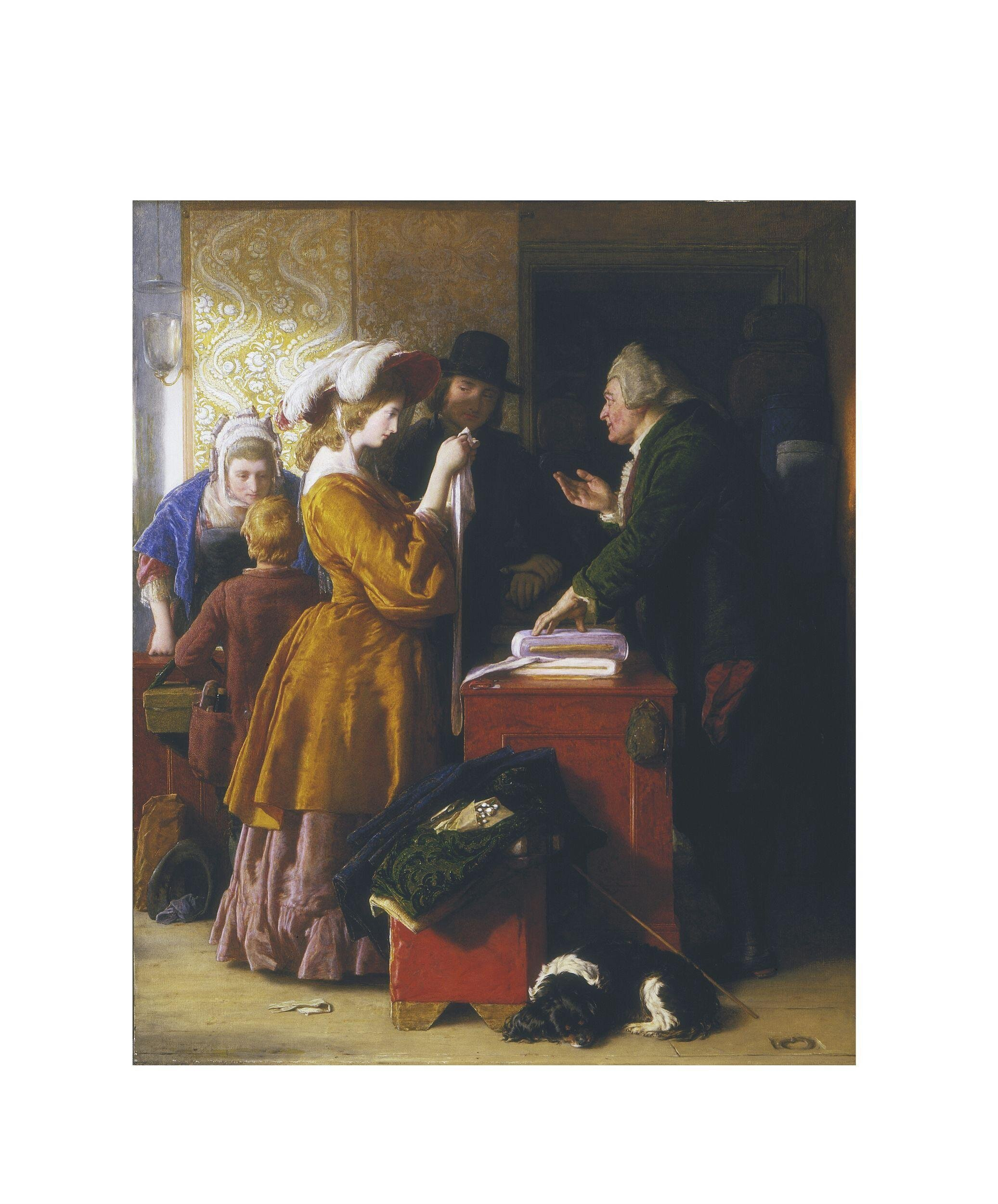
Der Kauf des Hochzeitskleides von William Mulready

Dr. Charles Primrose lebt ein beschauliches Leben in einer ländlichen Pfarrei zusammen mit seiner Frau Deborah, dem Sohn George, den Töchtern Olivia und Sophia und drei weiteren Kindern. Sein Gehalt als Vikar spendet er den Armen und Kriegsveteranen des Ortes, da er von den Zinsen eines ererbten Vermögens gut leben kann. Sein ältester Sohn George, der ein Studium in Oxford abgeschlossen hat, wirbt um Arabella Wilmot, die schöne Tochter eines Geistlichen aus der Nachbarschaft, die eine bedeutende Mitgift zu erwarten hat. Am Vorabend der Hochzeit stellt sich heraus, dass Primrose sein gesamtes Vermögen durch die Machenschaften eines Betrügers verloren hat, woraufhin der Vater von Arabella die Hochzeit absagt.
Angesichts der geänderten finanziellen Lage ist die Familie gezwungen, sich neu zu orientieren: Der Sohn George soll das Beste aus seiner Ausbildung an der Universität machen und wird nach London geschickt, um dort ein Auskommen zu finden. Pfarrer Primrose sucht nach einer neuen Stellung als Pfarrer und zieht mit seiner Familie in ein bescheideneres Haus auf dem Grundbesitz des Gutsherrn Thornhill. Auf dem Weg zu ihrer neuen Bleibe machen sie in einem Gasthaus Halt. Der Gastwirt kennt die zukünftige Heimat der Primroses und auch den Gutsherrn Thornhill; er warnt sie vor Thornhill, der einen schlechten Ruf als notorischer Schürzenjäger hat.
Primrose freundet sich mit einem Gast an, Herrn Burchell, dem Primrose aus der Klemme hilft, weil dieser seine Rechnung nicht bezahlen kann. Burchell schließt sich Primrose und seiner Familie als Reisegefährte an, da er zum Teil dieselbe Reiseroute hat. Das Gespräch während der weiteren Reise kommt auch auf Sir William Thornhill, den Onkel ihres zukünftigen Gutsherrn Thornhill: Sir William Thornhill soll einen guten Ruf als Menschenfreund haben, aber auch ein Exzentriker sein. Als Sophia auf dem Weg plötzlich vom Pferd fällt und in einen Bach stürzt, rettet Burchell sie vor dem Ertrinken, worauf sich sowohl Sophia als auch die Familie dankbar zeigen. Kurz darauf trennen sich die Wege von Burchell und der Familie.
An ihrem neuen Wohnort widmet sich Charles Primrose der Familie, amtiert als örtlicher Pfarrer und bewirtschaftet ein kleines Pachtgut in der Hoffnung, dadurch das kleine Einkommen von 15 Pfund aufzubessern. Sie lernen schließlich auch ihren Gutsherrn, Ned Thornhill, kennen, der sich als attraktiver und charmanter Mann herausstellt und der Interesse an der hübschen Olivia zeigt. In der Folge pflegen Herr Thornhill und sein Gefolge und die Familie Primrose einen regelmäßigen Kontakt, der die Hoffnung vor allem der Mutter und Töchter auf sozialen Aufstieg nährt.
Auch Herr Burchell taucht wieder auf und besucht die Familie regelmäßig. Es wird deutlich, dass Herr Burchell ein Interesse an der jüngeren Tochter Sophia hat, und auch Sophia, so muss Primrose feststellen, scheint verliebt in Burchell, was Primrose jedoch missfällt, da Burchell ein armer Mann zu sein scheint.
Die ältere Tochter Olivia beginnt Gefallen an Thornhill zu finden. Die Damen aus Thornhills Gefolge freunden sich mit Sophia und Olivia an und machen ihnen Hoffnung auf einen längeren Besuch in London. Dieser Plan zerschlägt sich jedoch, denn es gelingt Burchell durch einen Brief, diesen Besuch zu vereiteln, wodurch es zu einem Bruch zwischen Burchell und den Primroses kommt.

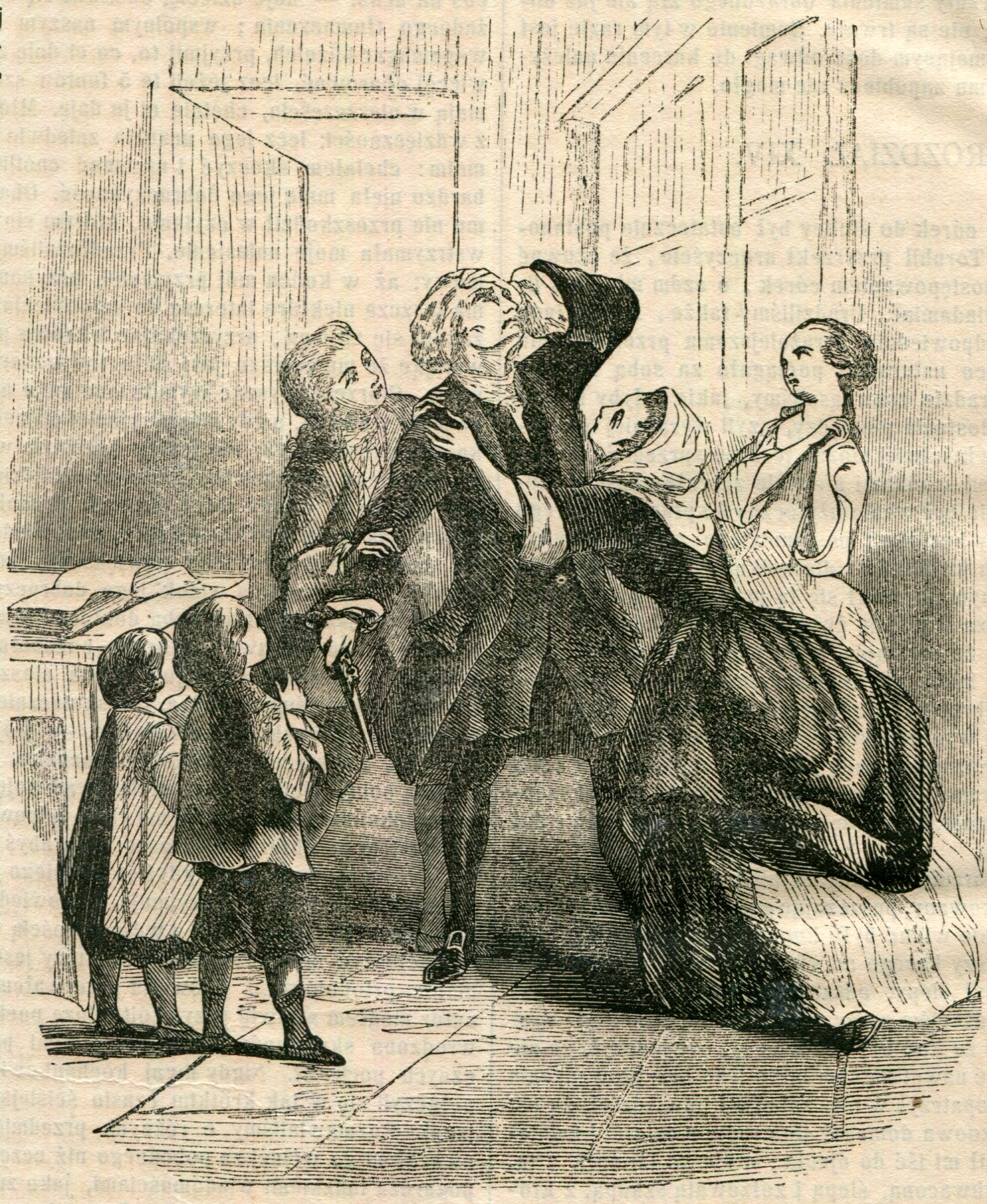
E. Frére: Dr. Primrose wütend nach Olivias Verschwinden (Kap. 17)

Zu einem Wendepunkt kommt es für die Familie, als Olivia verschwindet und das Gerücht umgeht, dass sie mit einem Mann durchgebrannt sei. Dr. Primrose macht sich allein auf die Suche nach ihr, findet sie zunächst jedoch nicht und erkrankt so schwer, dass er für drei Wochen in einem Gasthaus pausieren muss.
Auf seinem Rückweg nach Hause trifft er auf Arabella Wilmot und ihren Onkel und ihre Tante, die in der Region wohnen, sowie auf seinen Sohn George, der nach langen Abenteuern in England und auf dem europäischen Kontinent sich einer Schaustellergruppe angeschlossen hat. Es wird deutlich, dass die Liebe zwischen Arabella und George nicht nachgelassen hat, obwohl es Gerüchte gibt, dass Arabella Ned Thornhill heiraten soll.
Herr Thornhill, der ebenfalls zu Besuch bei Arabellas Onkel und Tante eintrifft, bietet George eine Stelle als Soldat an. Da dieser kein Geld hat und keinen Verdacht schöpft, dass Thornhill ihn vielleicht loswerden will, bricht er sofort nach London auf.
Auf seiner Rückreise nach Hause findet Primrose schließlich durch Zufall auch seine verloren geglaubte Tochter Olivia in einem Gasthaus. Wie sich herausstellt, wurde sie von Herrn Thornhill dazu überredet, mit ihm fortzugehen, nachdem er ihr Zuneigung vorgetäuscht hatte. Thornhill hat Olivia zwar geheiratet, aber dies war wohl nur eine vorgetäuschte Trauung mit einem bestochenen Geistlichen, ein Trick, den Thornhill bekanntermaßen schon bei anderen Frauen angewandt hat. Thornhill hat sie dann in einem Haus zurückgelassen, in dem Frauen lebten, die vermutlich der Prostitution nachgingen.
Als Olivia und ihr Vater endlich nach Hause zurückkehren, steht ihr Wohnhaus in Flammen. Die Familienmitglieder können zwar alle gerettet werden, aber die Familie verliert durch den Brand all ihren Besitz und muss in eine Scheune ziehen. Gleichzeitig erhalten sie eine Bestätigung der Gerüchte, dass Herr Thornhill beabsichtigt, Arabella Wilmot zu heiraten, was die von Thornhill betrogene Olivia in noch größeren Kummer stürzt.
Herr Thornhill fügt ihrem Missgeschick noch weiteres Unglück hinzu, denn er leugnet den Betrug an Olivia. Außerdem besteht er auf der Zahlung eines Schuldscheins und des ausstehenden Pachtzinses, obwohl die Familie mittellos ist. Dr. Primrose ist empört, kann nicht zahlen und wird ins Schuldgefängnis eingewiesen.
Es folgen weitere Schicksalsschläge für die Familie: Dr. Primrose hört im Gefängnis, dass Olivia krank und schließlich verstorben und Sophia entführt worden sei. George wird blutverschmiert und in Ketten in das Gefängnis als weiterer Insasse eingeliefert, denn er hat – erfolglos – Thornhill zu einem Duell gefordert, woraufhin Thornhill George hat verprügeln und verhaften lassen.
In dieser verzweifelten Situation taucht Herr Burchell im Gefängnis auf, gefolgt von zunächst Ned Thornhill und dann Arabella Wilmot und ihrem Vater. Wie sich herausstellt, ist Herr Burchell in Wahrheit Sir William Thornhill, der Onkel ihres bösartigen Gutsherrn Ned Thornhill. Sir William gefällt es, gelegentlich in Verkleidung durch die Lande zu ziehen. Sir William ist es gelungen, Sophia zu retten, die tatsächlich beinahe entführt worden wäre. Außerdem stellt sich heraus, dass die erkrankte Olivia nicht tot ist.
Das hinterhältige Verhalten von Sir Williams Neffen, Herrn Thornhill, wird endlich aufgedeckt, so dass Arabella darauf verzichten will, ihn zu heiraten. Stattdessen wird sie George heiraten, den sie immer noch liebt und der von Sir William aus dem Gefängnis befreit wird. Arabellas Vater gibt nun auch seine Zustimmung. Sophia wiederum nimmt den Heiratsantrag von Sir William an.
Auch Olivias missliche Situation bessert sich, denn die angebliche Scheinheirat mit Herrn Thornhill stellt sich als echt heraus. Thornhill wurde von seinem Diener hereingelegt, der ihm einen echten Geistlichen für die Hochzeit brachte und ihn bei Gelegenheit mit dem echten Trauschein unter Druck setzen wollte.
Der Roman endet mit der Doppelhochzeit von George und Arabella sowie Sir William und Sophia. Ned Thornhill ist durch die Aufdeckung seiner Missetaten ruiniert und lebt mit einem kleinen Unterhalt von Sir William geduldet weit weg von Olivia bei entfernten Verwandten. Schließlich ist auch das Vermögen des Pfarrers Primrose gerettet, denn der bankrotte Händler, der mit dem Geld Primroses verschwunden war, wird aufgefunden.

### Personen
| Charakter                           | Details                                                                                          |
| ----------------------------------- | ------------------------------------------------------------------------------------------------ |
| Reverend Dr. Charles Primrose       | Erzähler, Pfarrer                                                                                |
| Deborah Primrose                    | Ehefrau von Dr. Primrose                                                                         |
| George Primrose                     | ältester Sohn der Familie Primrose, ehemaliger Oxfordstudent, später Ehemann von Arabella Wilmot |
| Olivia Primrose                     | älteste Tochter der Familie Primrose, später Ehefrau von Ned Thornhill                           |
| Sophia                              | jüngste Tochter der Familie Primrose, später Ehefrau von Sir William Thornhill                   |
| Moses                               | zweitältester Sohn der Familie Primrose, soll einmal Geschäftsmann werden                        |
| Dick und Bill                       | die beiden jüngsten Kinder der Familie Primrose                                                  |
| Ned Thornhill                       | Neffe von Sir William Thornhill, Frauenheld und versuchter Polygamist, später Ehemann von Olivia |
| Sir William Thornhill, Mr. Burchell | wohlhabender Grundbesitzer, der sich als Vagabund ausgibt, später Ehemann von Sophia             |

### Weltbild
Der Roman vermittelt zu Beginn und zum Ende ein Bild des ländlichen Glücks, in dem sich die Pfarrersfamilie in Harmonie um den heimischen Kamin versammelt. Der Literaturwissenschaftler Theo Stemmler bezeichnet die Darstellung als „gestörte Idylle“, denn das Familienglück des Pfarrers Dr. Primrose wird durch verschiedene Ereignisse gestört, darunter die für die Familie unheilvolle Bekanntschaft mit Ned Thornhill, ihrem Gutsherrn, sowie das Verschwinden der Tochter Olivia und der Brand in ihrem Haus, der das Heim und alle Habseligkeiten der Familie zerstört.

## Form

### Struktur und Erzählperspektive
Der Ich-Erzähler und Protagonist Dr. Charles Primrose schildert im Rückblick, wie es zum Abstieg und Aufstieg seiner Familie kam. Da der rückblickende Erzähler mehr Wissen über das Geschehen hat als die Figur selbst im Moment des Erlebens, kann er dem Leser immer wieder Hinweise zum weiteren Verlauf der Handlung geben. Die Perspektive des Erzählers ist auf Dr. Primrose begrenzt, so dass der Leser nur erfährt, was Primrose denkt oder vermutet.
Die Ich-Erzählsituation wird mehrfach von nicht narrativen Elementen durchbrochen, so z. B.: Ballade; Gespräch über die sich verändernde Welt (S. 62), Allegorie über Schuld und Schande (S. 68f.), Klagelied (S. 76f.), Allegorie über das Wandeln durch das finstere Tal des Elends (S. 82f.), Primroses Monolog über Freiheit, Politik, Reichtum, Handel und Monarchie (S. 85–88), Unterhaltung mit Mitgliedern der Theatergruppe über den gegenwärtigen Geschmack (S. 83f.), Predigt im Gefängnis über Bestrafung, (S. 133f.), Matildas Tragödie (S. 115–117), Geschichte vom Riesen und vom Zwerg (S. 57f.).
Des Weiteren gibt es mehrere kurze Binnenerzählungen, die in indirekter Rede aus der Perspektive anderer Charaktere erzählt werden. Dementsprechend berichtet George von seinem Verbleib und Sophia und Olivia von ihren Entführungen.

### Motive
Wichtige Motive des Romans sind unter anderem seelische Stärke, Religion, Betrug und Täuschung. Das Thema der seelischen Stärke ist vor allem in der zweiten Hälfte des Buches relevant, in der Dr. Primrose und seine Familie immer mehr Schicksalsschlägen ausgesetzt sind. Der Pfarrer von Wakefield wurde deshalb wiederholt mit dem Buch Hiob der Bibel verglichen. Auch Religion spielt eine Rolle, zum einen wegen des Berufs des Protagonisten, zum anderen wegen des Vorbildcharakters von Dr. Primrose, der trotz Versuchungen und Schicksalsschlägen bemüht ist, ein tugendhaftes Leben zu führen.
Im Roman spielen außerdem Täuschungen und Betrug eine große Rolle, so stellt sich der vermeintlich gute Ned Thornhill als schlechter Mensch heraus, während Mr. Burchell tatsächlich der tugendhafte Sir William ist. Auch Betrügereien sind immer wieder Elemente des Romans, so sind zwei modische Frauen aus der Bekanntschaft von Ned Thornhill in Wirklichkeit Damen von zweifelhaftem Ruf, ferner wird die Familie mehrmals bei Geschäften betrogen.

## Stellung in der Literaturgeschichte

### Einordnung in das Werk des Autors
The Vicar of Wakefield ist der einzige Roman von Oliver Goldsmith. Geschrieben hat er ihn zwischen 1761 und 1762. 1766 wurde der Roman in einer zweibändigen Ausgabe erstmals veröffentlicht. Goldsmith hat sich sonst als Autor von Essays, Gedichten und Dramen, etwa She Stoops to Conquer, einen Namen gemacht. Der Roman ist stark von Goldsmiths Beschäftigung mit dem zeitgenössischen Roman beeinflusst, so äußert er sich in seinen Essays, Briefen und Rezensionen kritisch dazu. Unter anderem tadelt er die Verwendung von sexuellen Anspielungen und Obszönitäten sowie die übertriebene Darstellung von Gefühlen darin. Auch missfällt ihm die Tendenz, dass sich ein allwissender Erzähler in den Vordergrund spielt. In seinem eigenen Roman hat er sich entsprechend daran gehalten, Obszönitäten zu vermeiden, auch tritt der Erzähler ganz zugunsten der Hauptfigur, Dr. Primrose, und dessen Perspektive in den Hintergrund. Ferner spiegeln sich Goldsmiths Erfahrungen mit dem Abfassen von Dramen in den vielen gelungenen Dialogen des Romans wider.

### Stellung in der Literaturgeschichte
Oliver Goldsmith kann mit seinem The Vicar of Wakefield an Vorbilder wie Henry Fielding, Laurence Sterne und Samuel Richardson anknüpfen, die die Literaturgattung des Romans in England etabliert haben. Insbesondere Elemente des Schelmen- und Reiseromans nach Fielding wirken auch noch bei Goldsmith nach.
The Vicar of Wakefield wird zur Gattung des empfindsamen oder sentimentalen Romans gezählt. Weitere bekannte Beispiele des empfindsamen Romans sind Tristam Shandy und A Sentimental Journey (1768) von Laurence Sterne, der als Begründer dieses Genres gelten kann, Jean-Jacques Rousseaus La Nouvelle Heloise (1761) und Goethes Die Leiden des jungen Werthers. Der empfindsame Roman zeichnet sich dadurch aus, dass Emotion höher als Vernunft geschätzt wird. Die Figuren in diesen Romanen sind oft überaus rechtschaffen, aber unfähig, in einer für sie feindlichen Welt zurechtzukommen, schaffen es aber schließlich, doch über ihre Feinde zu triumphieren.
Schon zu Goldsmiths Zeit wurde der empfindsame Roman kritisiert, ab 1800 fiel er aus der Mode. So kritisieren Autorinnen wie Jane Austen und Elizabeth Gaskell die Vorhersagbarkeit der Handlung. Das Lesepublikum begann zudem, den empfindsamen Roman mit Sexgeschichten zu assoziieren, in denen junge Frauen von lüsternen Männern verführt werden.
Goldsmith selbst ist sich schon dieser Tendenz bewusst und vermeidet sexuelle Anspielungen in seinem Roman. Außerdem nutzt Goldsmith in The Vicar of Wakefield die Konventionen des empfindsamen Romans, um eine charmante Geschichte zu erzählen, und Goldsmith geht über die Konventionen des empfindsamen Romans hinaus, indem er die Handlung mit Witz, Ironie und philosophischen Betrachtungen über die menschliche Natur anreichert.
The Vicar of Wakefield wird außerdem heute von der Literaturwissenschaft als der typische Hausväter- und Haushaltungsroman gesehen und war Vorbild für spätere Romane dieses Subgenres.
Auf den im 18. und 19. Jahrhundert überaus erfolgreichen und damit bekannten Roman haben europäische Autoren Bezug genommen. Zitiert wird er u. a. in Emma von Jane Austen, David Copperfield und Eine Geschichte aus zwei Städten von Charles Dickens, Middlemarch von George Eliot, Frankenstein von Mary Shelley, The Professor und Villette von Charlotte Brontë, Little Women von Louisa May Alcott, in Vie de Henri Brulard von Stendhal sowie von Johann Wolfgang von Goethe in Die Leiden des jungen Werthers und in Dichtung und Wahrheit und von Arthur Schopenhauer in Die Kunst, Recht zu behalten.

## Rezeption
Der Roman war bei Erscheinen ein Erfolg, so erschien schon im Jahr seiner Veröffentlichung 1766 eine zweite Auflage, bis 1820 erscheinen weitere 70 Auflagen. Als Autoren wie Sir Walter Scott, Lord Byron und Goethe den Roman mit Lob bedachten, wurde er äußerst populär. Im 19. Jahrhundert wurden in England zwei Auflagen des Romans pro Jahr veröffentlicht. Der Roman war nie vergriffen.
1767 wurde der Roman ins Deutsche und Französische übersetzt, 1768 ins Niederländische. Bis ins 19. Jahrhundert war der Roman auch beim deutschen Publikum neben Robinson Crusoe einer der beliebtesten englischen Romane. Bis ins 20. Jahrhundert wurde der Roman immer wieder neu ins Deutsche übersetzt und neu aufgelegt, so etwa in den Übersetzungen von Ernst Susemihl 1853, von Otto Weith 1971 und von Andreas Ritter 1985.
Bei literarischer Kritik und Literaturwissenschaft wurde der Roman nicht immer gleichermaßen geschätzt wie beim Publikum. So kritisierten bereits Zeitgenossen Goldsmiths den Roman als fehlerhaft, hoben aber gleichzeitig seinen Wert als Darstellung einer ergreifender Idylle und seinen eleganten Stil. Goethe war der erste, der auch noch die feine Ironie des Romans würdigte. Viele Kritiker des 19. Jahrhunderts fanden den Roman einfach und entzückend. Der Schriftsteller Henry James bezeichnete den Roman als „das verwöhnte Kind unserer Literatur“.
Die überwiegende Wahrnehmung des Romans als pastorale Idylle blieb bis in die Mitte des 20. Jahrhunderts, als Literaturwissenschaftler zunehmend die ironischen und parodistischen Elemente des Romans erkannten und würdigten. Der Literaturwissenschaftler Robert H. Hopkins ging in seiner Studie des Romans schließlich so weit, den Roman als drastische Satire auf habgierige und heuchlerische Geistliche zu interpretieren, aber der Deutung folgen die meisten Literaturwissenschaftler nicht.
Der Literaturwissenschaftler D.W. Jefferson hob noch in den 1980er Jahren hervor, dass Goldsmith im Gegensatz zu einigen seiner Zeitgenossen, wie etwa Samuel Johnson, immer noch als unbedeutender für die Literaturgeschichte erachtet werde. Trotz vorhandener Kritik hat Goldsmiths Roman seinen Platz in der englischen Literaturgeschichte und wird in literaturgeschichtlichen Publikationen als Beispiel des empfindsamen oder sentimentalen Romans erwähnt.

## Verfilmungen

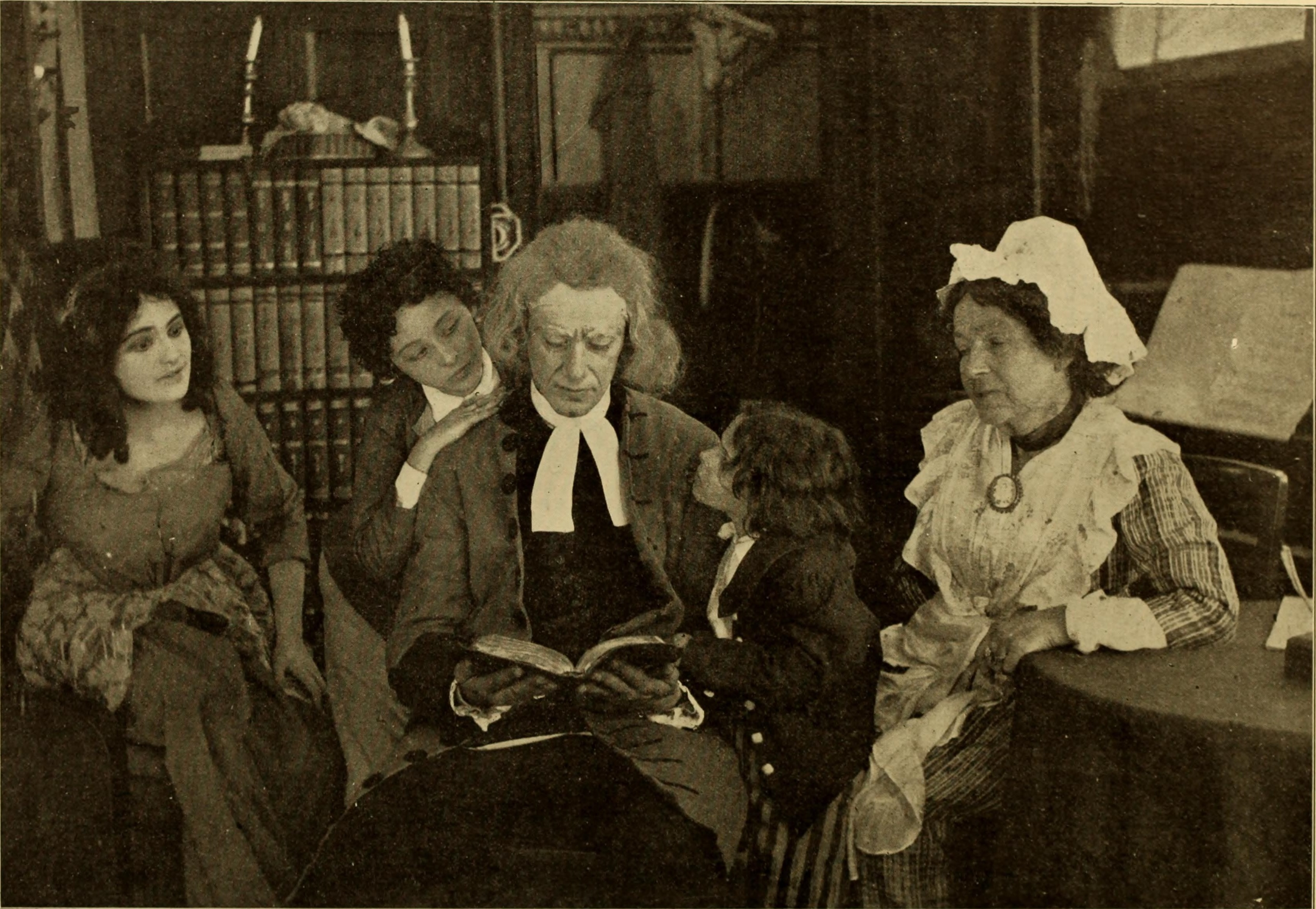
The Vicar of Wakefield (1910), Filmstill

Aus den Anfängen des Kinos gibt es eine Reihe von Stummfilmen in unterschiedlicher Länge. Die letzte Verfilmung des Romans in der Reihe stammt von Ernste C. Warde und ist ein vollständiger Spielfilm von 90 min. Länge.
- The Vicar of Wakefield, Regie Theodore Marston, 1910[19]
- The Vicar of Wakefield, Regie Frank Powell, 1912
- The Vicar of Wakefield, Regie Frank Wilson, 1913
- The Vicar of Wakefield, Regie John Douglas, 1913
- The Vicar of Wakefield, Regie Fred Paul, 1916
- The Vicar of Wakefield, Regie Ernest C. Warde, 1917

1959 wurde der Roman unter dem italienischen Titel Il vicario di Wakefield als Fernsehserie für das italienische Fernsehen produziert.

### Textausgaben

#### Englische Textausgaben
- Oliver Goldsmith: The Vicar of Wakefield. A Tale, Supposed to be written by Himself. 2 Bände. Collins, London 1766. (englische Erstausgabe)
- Oliver Goldsmith: The Vicar of Wakefield. With illustrations by Hugh Thomson. Wordsworth, London 1998, ISBN 1-85326-747-3.
- Oliver Goldsmith: The Vicar of Wakefield. Oxford University Press, Oxford 2008.

#### Deutsche Übersetzungen
- Oliver Goldsmith: Der Landpriester von Wakefield. Ein Märchen, das er selbst soll geschrieben haben. Aus dem Englischen übersetzt von Johann Gottfried Gellius. Weidmann u. Reich, Leipzig 1767. (Deutsche Erstausgabe)
- Oliver Goldsmith: Der Landprediger von Wakefield. Eine Erzählung. Aus dem Englischen übersetzt von Ernst Susemihl. Mit Illustrationen von Ludwig Richter. A. Hofmann & Comp., Berlin 1853.
  - Oliver Goldsmith: Der Landprediger von Wakefield. Aus dem Englischen übersetzt von Ernst Susemihl nach der Ausgabe von 1841. Mit einem Nachwort von Heiner Höfener und 58 Holzschnitten von Ludwig Richter. Harenberg, Dortmund (= Die bibliophilen Taschenbücher. Band 38).
- Oliver Goldsmith: Der Landprediger von Wakefield. Aus dem Englischen von Karl Eitner. Bibliographisches Institut, Hildburghausen 1870; urn:nbn:de:bvb:12-bsb11415189-3.
- Oliver Goldsmith: Der Landpfarrer von Wakefield. Aus dem Englischen übersetzt von Ilse Buchholz. Nachwort von Eberhard Brüning. Mit Holzstichen von Andreas Brylka. Dieterich, Leipzig 1959. (Sammlung Dieterich. 112.)
- Oliver Goldsmith: Der Landpfarrer von Wakefield. Aus dem Englischen übersetzt von Otto Weith. Reclam, Stuttgart 1971.
- Oliver Goldsmith: Der Vikar von Wakefield. Neubearbeitet von Linus Kefer. Mit 40 Illustrationen von Alfred Kubin. Wancura, Wien/Stuttgart 1977.
- Oliver Goldsmith: Der Pfarrer von Wakefield. Aus dem Englischen übersetzt von Ernst Susemihl (1841), Durchsicht der Übersetzung von Theo Stemmler. Goldmann, München 1984, ISBN 3-442-07642-0.
- Oliver Goldsmith: Der Pfarrer von Wakefield. Eine angeblich von ihm selbst verfaßte Geschichte. Aus dem Englischen übersetzt von Andreas Ritter. Nachwort von David Wells. Mit 10 Illustrationen von Tony Johannot. Manesse-Verlag, Zürich 1985, ISBN 978-3-7175-1692-7.

### Sekundärliteratur
- D.W. Jefferson: "The Vicar of Wakefield" and Other Prose Writings: A Reconsideration. In: Andrew Swarbrick (Hrsg.): The Art of Oliver Goldsmith. Vision/Barnes & Noble, London/Totowa, NJ, 1984, ISBN 0-85478-026-2, S. 17–32.